# SN 2006pe
SN 2006pe – supernowa typu Ia odkryta 9 listopada 2006 roku w galaktyce A002309-0003. W momencie odkrycia miała maksymalną jasność 21,00m.